# Прикордонна застава
Прикордо́нна заста́ва, також Прикордонний контроль — основний підрозділ, призначений для безпосередньої охорони визначеної ділянки державного кордону, припинення на ній протиправної діяльності, протидію якій віднесено до компетенції Державної прикордонної служби України, а також для пропуску осіб і транспортних засобів через державний кордон. Для в’їзду в країну через її кордони часто потрібен дозвіл. Кордони з контрольованим доступом часто мають обмежену кількість контрольно-пропускних пунктів, де їх можна перетинати без правових санкцій. Можуть укладатися домовленості чи договори, які дозволятимуть або зобов’язуватимуть менш обмежений перетин (наприклад, Шенгенська угода). Сухопутні прикордонні контрольно-пропускні пункти (наземні порти в’їзду) можна порівняти з митними та імміграційними службами в морських портах, міжнародних аеропортах та інших портах в’їзду.